# Torre di Santa Maria
Torre di Santa Maria ist eine italienische Gemeinde in der  Region Lombardei in der Provinz Sondrio.

## Lage und Einwohner
Die Gemeinde Torre di Santa Maria liegt rund 11 Kilometer nördlich von der Provinzhauptstadt Sondrio an der Mündung des Torreggio in den Mallero. Zusammen mit den Fraktionen Bianchi, Cagnoletti, Ciappanico, Cristini, Prato, Sant'Anna, Tornadù und Zarri hat die Gemeinde 729 Einwohner (Stand 31. Dezember 2023) auf einer Fläche von 45 km².
Die Nachbargemeinden sind Berbenno di Valtellina, Buglio in Monte, Caspoggio, Castione Andevenno, Chiesa in Valmalenco, Montagna in Valtellina, Postalesio, Sondrio und Spriana.

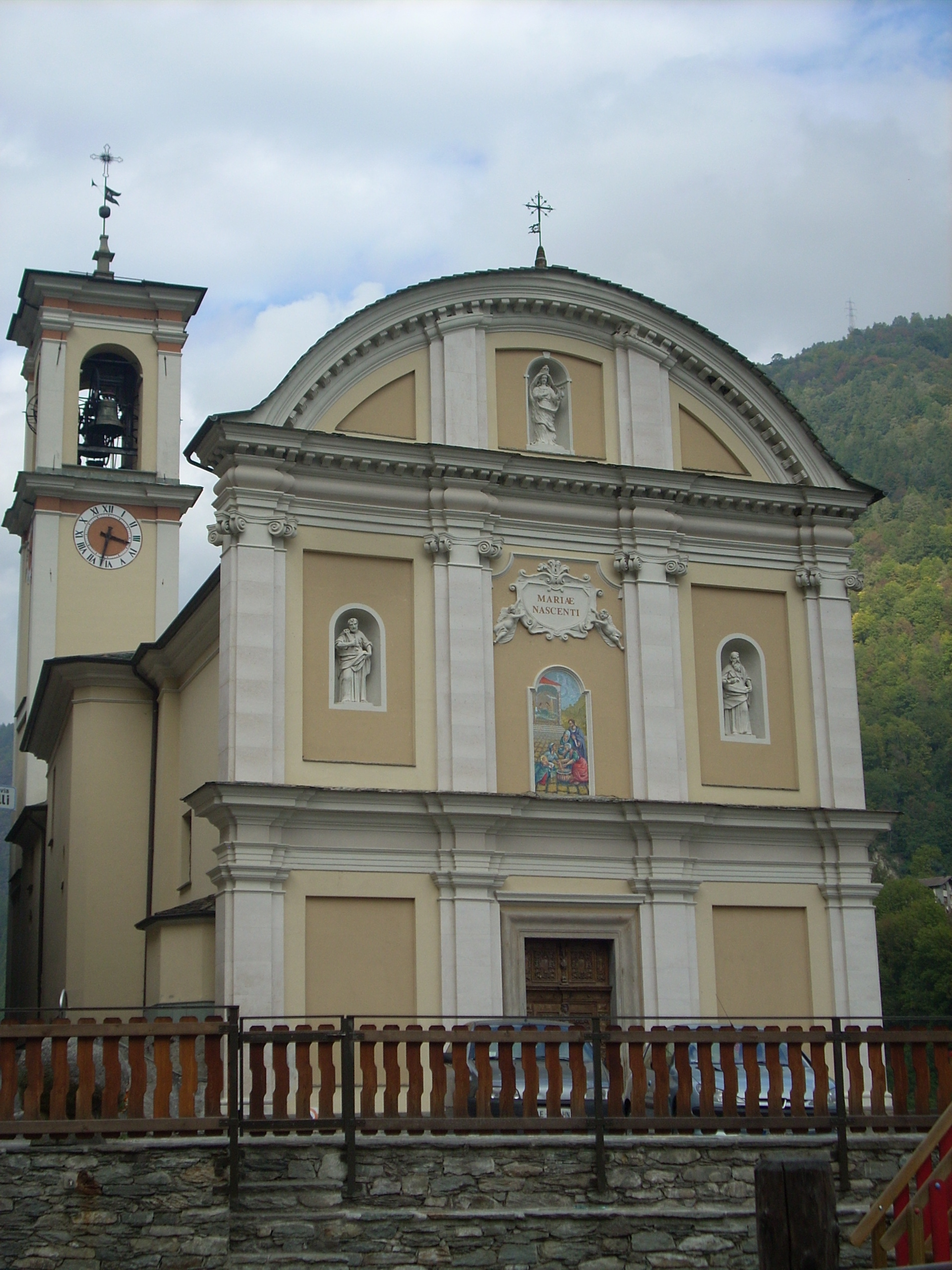
Kirche Santa Maria Nascente

## Sehenswürdigkeiten
- Pfarrkirche Santa Maria Nascente, geweiht 1415, bewahrt den Gemälde Adorazione del Bambino (1530) an dem Maler Fermo Stella zugeschrieben.